# Cesare Greppi
Cesare Greppi (Pezzana, 1936) è un poeta, scrittore, traduttore e critico letterario italiano, studioso della letteratura italiana e spagnola del XVII secolo.

## Biografia
Laureatosi nel 1961 all'Università di Torino con Franco Venturi, si trasferisce a Milano per insegnare nelle scuole secondarie.
È stato tra i fondatori, negli anni 1960, delle riviste Ant Ed  e, a metà degli anni settanta, Pianura.
Ha vissuto fra il 1974 e il 1981 a Madrid e a Bordeaux, lavorando presso le ambasciate italiane in Spagna e in Francia. Ritornato a Milano, ha insegnato nei licei fino al suo ritiro, nel 1994.
Con il romanzo I testimoni, pubblicato nel 1982, ha vinto nel 1983 il Premio Grinzane Cavour nella sezione Narrativa italiana.
In merito alla sua poesia lo studioso Stefano Verdino ha scritto:  “La sua è una voce netta e nitida che persegue e pratica un modo poetico di estrema essenzialità e rigore, assai lontano dall’eclettismo così disarmante dei nostri tempi; la sua è una poesia intransitiva, che rifugge dal normale canale di comunicazione, ma è nello stesso tempo piena di affabilità e di grazia, non conosce la violenza, bensì il garbo e spesso ci appare come su una soglia, tra l’autonomia anche cifrata del suo dettato e il tono cordiale ed elegante con cui si porge al lettore […]. Greppi, per prima immagine, è questo: un incantatore di parole, capace di orchestrarle insieme, facendo risaltare gli echi di una tradizione anche remota con i più inediti incastri, mirabili nella loro tenuta, musicali e melodiosi nel loro impianto, ancorché muti e sigillati per una immediatezza semantica che è introvabile nel proprio ruvido porsi, in quanto essa è tutta catturata e spesa nel processo compositivo, che nulla ha di ozioso ed è tutto necessitato”

## Opere

### Poesia
- L'opposta persuasione, Quaderni del Proconsolo, Firenze 1963.
- Descrizioni della poesia, Ant. Ed, Novara 1970.
- Stratagemmi, Guanda, Parma 1979.
- Saeptus septies, Laghi di Plitvice, Lugano 1987.
- Supplementi alle ore del giorno e della notte, Guanda, Parma 1989.
- Corona, L'Angolo Manzoni Editore, Torino 1991 e 1995 (nuova edizione arricchita).
- Camera selvatica, en plein, Milano 1996 (nuova edizione presso Interlinea, Novara 2005).
- Poesie scelte, Anterem, Verona 2001.
- Chronicon, Coup-d'idée- Edizioni d'Arte, Torino 2014.

### Romanzi
- I testimoni, Sellerio, Palermo 1982.
- Mort précoce (trad. fr. di Marie-Pierre Géraud), Editions de la Différence, Parigi 2007.
- Morte precoce, Il canneto editore, Genova 2020.

### Saggi, articoli, interventi
- Un approccio a Gongora, Fògola, Torino 1971.
- "Lo que va del hombre a Dios": per una definizione dell' "auto sacramental", in Mistica e retorica, Franco Bolgiani (a cura di), Olschki, Firenze 1977, pp. 134-142.
- Introduzione a Federico Garcia Lorca, Lamento per la morte di Ignazio Sànchez Mejìas e altre poesie, Mondadori, Milano 1996.
- Brusio di lingua leopardiana, in "Anterem", n. 62, 2001, pp. 37-38 .
- Intervento ne "Il Verri", n.15, gennaio 2001.
- L'autore spaesato, in "Semicerchio. Rivista di poesia comparata", XXX-XXXI, 2004, pp. 45-46 .
- Nota senza titolo in Alfonso Berardinelli, Franco Cordelli (a cura di), Il pubblico della poesia. Trent'anni dopo, Castelvecchi, Roma 2004 (1975), pp. 54-55.

### Traduzioni
- Jules Laforgue, Il Concil féerique, Magenta, Varese 1965.
- Alain Bosquet, Poesie, Guanda, Parma 1969.
- Camille Bourniquel, Il lago, Società editrice internazionale, Torino 1970.
- Luis de Gongora, Poesie, Fògola, Torino 1971.
- Paul Zumthor, Il pozzo di Babele, Società editrice internazionale, Torino 1972.
- Roland Barthes, Analisi strutturale ed esegesi biblica, Società editrice internazionale, Torino 1973.
- Josué de Castro, Uomini e granchi: romanzo verità, Società editrice internazionale, Torino 1974.
- Pierre Daix, La verità su Solzenitsyn, Società editrice internazionale, Torino 1974.
- Luis de Gongora, Poesie, Fògola, Torino 1976.
- Pedro Salinas, Vigilia del piacere, Einaudi, Torino 1976.
- Julio Cortazar, Tanto amore per Glenda, Guanda, Parma 1983.
- Luis de Gongora, Solitudini, Guanda, Parma 1984 e 1988.
- André Frossard, Il Vangelo secondo Ravenna, Società editrice internazionale, Torino 1985.
- Michel Goeldlin, Juliette crocifissa: romanzo, Società editrice internazionale, Torino 1986.
- Michel Quoist, Parlami d'amore, Società editrice internazionale, Torino 1987.
- Adelaida García Morales, Il Sud e Bene, Guanda, Parma 1988.
- Pierre de Ronsard, Amori, Mondadori, Milano 1990.
- Yves Bonnefoy, Racconti in sogno, Egea, Milano 1992.
- José Bergamìn, L'arte del toreare e la sua musica silenziosa, SE, Milano 1992.
- San Giovanni della Croce, Fiamma d'amore viva, SE, Milano 1993.
- Julio Cortazar, I racconti, Einaudi, Torino 1993 (C. Greppi vi figura come traduttore di alcuni racconti).
- Calderon de la Barca, Il veleno e l'antidoto, SE, Milano 1999.
- Clara Janés, Parallassi, Milano 1999, Officina, Milano 1999..
- Clara Janés, In un punto di quiete (fractales), CUEM, Milano 2000 (C. Greppi figura come traduttore assieme ad A. Addolorato).
- José Ortega y Gasset, La ribellione delle masse, SE, Milano 2001 (C. Greppi figura come traduttore assieme a S. Battaglia).
- François Fédier, L'arte. Aristotele, Cézanne, Matisse. Il pensiero in pittura, Marinotti, Milano 2001.
- AA.VV, Domus: spazi di vita nell'antica Roma, Medusa, Milano 2007 (C. Greppi è curatore e traduttore).
- François Fédier, La voce dell'amico. Sul prodigio dell'ascolto, Marinotti, Milano 2009.
- Julio Cortazar, Animalia, Einaudi, Torino 2013 (C. Greppi vi figura come traduttore di alcuni racconti).
- François Fédier, Cézanne. Un colpo di pennello è il pensiero, Marinotti, Milano 2016.

### Alcuni scritti sulla poesia di Cesare Greppi
- AA.VV., "Testuale", 13-14, 1992 (atti del seminario intorno a Supplementi alle ore del giorno e della notte, con interventi di M. Coviello, M. Graffi, M. Larocchi, T. Kemeny, M. Bulgheroni, S. Agosti.
- Stefano Agosti, Stratagemmi-strategie di Cesare Greppi,  in ID, Poesia italiana contemporanea, Bompiani, Milano 1995, pp. 167-171.
- Stefano Agosti, In merito alla poesia di Cesare Greppi, in C. Greppi, Poesie scelte, Anterem, Verona 2001, pp. 7-10.
- Maurizio Chiaruttini, Gli Stratagemmi di Cesare Greppi, "Bloc Notes" (Bellinzona), maggio 1982, pp. 103-108.
- Maurizio Chiaruttini, La finitezza che dà barlumi. Una lettura dell'ultimo Greppi, "Idra G", n. 7, novembre 1993, pp. 37-47.
- Andrea Cortellessa, Per una parola liminare, in Verso l'inizio (a cura di A. Cortellessa, F. Ermini, G. Ferri), Anterem, Verona 2000, pp. 251-253.
- Marco Ercolani, Figure di danza, in ID, Fuoricanto, Campanotto, Udine 2000, pp. 19-21.
- Ugo Piscopo, Greppi: poesia in forma di velature del fiore di cardo (rec. a Chronicon)
- Giancarlo Pontiggia, Per Cesare Greppi, in C. Greppi, Chronicon, Coup-d'idée- Edizioni d'Arte, Torino 2014, pp. 55–58.
- Enrico Testa, Il codice imperfetto della nuova poesia, "Nuova Corrente", 89, 1982, pp. 555–561.
- Stefano Verdino, Poesia per gli anni 80, "Nuova Corrente, 88, 1982.
- Stefano Verdino, Annali di poesia italiana 1985-93, "Nuova Corrente", 112, 1993.
- Stefano Verdino, L'ultimo madrigalista, in C. Greppi, Poesie scelte, Anterem, Verona 2001, pp. 59–66.
- Francesca Latini, Camera selvatica (rec.), in "Semicerchio. Rivista di poesia comparata", XXXIV, 2006, pp. 77-78.